# Kawaya
Kawaya (ou Kawala) est une localité du Cameroun située dans l'arrondissement de Bogo, le département du Diamaré et la région de l’Extrême-Nord. Elle fait partie du lawanat de Sedek.

## Population
En 1975, la localité comptait 58 habitants, dont 52 Peuls et 6 Massa.
Lors du recensement de 2005, on y a dénombré 339 personnes.